# CFBDSIR 2149-0403
CFBDSIR 2149-0403 (полное название CFBDSIR J214947.2-040308.9) — одинокая планета, возможно (с вероятностью 0.87) часть движущейся группы звёзд AB Золотой Рыбы (основаниями для этого являются её местоположение и собственное движение).

## Открытие
Планета CFBDSIR 2149-0403 была открыта Canada-France Brown Dwarfs Survey (изучавшем небо в инфракрасном спектре), и подтверждена данными WISE.

## Возраст и происхождение
В статье об открытии планеты высказывалось предположение что она является кинематическим членом движущаяся группы звёзд AB Золотой Рыбы, возраст этой группы оценивается в 130±20 миллионов лет, так что если CFBDSIR 2149-0403 действительно член этой группы, то она относительно юна, приблизительно от 50 до 120 миллионов лет. По другим предположениям, отвергающим гипотезу связи с этой звёздной группой, CFBDSIR 2149-0403 может быть гораздо старше, как минимум 500 миллионов лет.

## Расстояние до Земли
По состоянию на ноябрь 2012 года, эта планета являлась ближайшей из всех известных планет-сирот. Если объект принадлежит к группе AB Золотой Рыбы, тогда расстояние до него приблизительно 40±4 парсек (130±13 световых года) от Земли; другие возможные варианты — от 25 до 50 парсек.

## Атмосфера
Спектроскопические наблюдения открыли поглощение газообразного метана и воды.

## Размеры
Планета в 4—7 раза больше Юпитера и в 4—13 раз тяжелее. Температура на поверхности около 200—400 °С.